# 1959–1960-as norvég labdarúgó-bajnokság (első osztály)
Az 1959–1960-as Hovedserien volt a 16. alkalommal megrendezett, legmagasabb szintű labdarúgó-bajnokság Norvégiában.
A címvédő a Lillestrøm volt. A szezont a Fredrikstad csapata nyerte, a bajnokság történetében nyolcadjára.

## Tabellák

### A csoport
| Hely. | Csapat         | M  | Gy | D | V  | G+ | G– | Gk  | P  | Továbbjutás vagy kiesés    |
| ----- | -------------- | -- | -- | - | -- | -- | -- | --- | -- | -------------------------- |
| 1.    | Lillestrøm     | 14 | 8  | 3 | 3  | 28 | 21 | +7  | 19 | Továbbjutott a döntőbe     |
| 2.    | Vålerengen (F) | 14 | 8  | 2 | 4  | 27 | 21 | +6  | 18 |                            |
| 3.    | Viking         | 14 | 6  | 4 | 4  | 25 | 18 | +7  | 16 |                            |
| 4.    | Larvik Turn    | 14 | 7  | 1 | 6  | 32 | 22 | +10 | 15 |                            |
| 5.    | Greåker        | 14 | 5  | 4 | 5  | 25 | 20 | +5  | 14 |                            |
| 6.    | Sandefjord     | 14 | 5  | 4 | 5  | 16 | 18 | −2  | 14 |                            |
| 7.    | Brann (K)      | 14 | 4  | 3 | 7  | 19 | 29 | −10 | 11 | Kiesett a Lansdelsserienbe |
| 8.    | Start (F, K)   | 14 | 1  | 3 | 10 | 15 | 38 | −23 | 5  | Kiesett a Lansdelsserienbe |

### B csoport
| Hely. | Csapat          | M  | Gy | D | V | G+ | G– | Gk  | P  | Továbbjutás vagy kiesés    |
| ----- | --------------- | -- | -- | - | - | -- | -- | --- | -- | -------------------------- |
| 1.    | Fredrikstad (B) | 14 | 10 | 3 | 1 | 41 | 16 | +25 | 23 | Továbbjutott a döntőbe     |
| 2.    | Eik             | 14 | 8  | 1 | 5 | 30 | 21 | +9  | 17 |                            |
| 3.    | Skeid           | 14 | 7  | 3 | 4 | 30 | 23 | +7  | 17 |                            |
| 4.    | Rapid (F)       | 14 | 6  | 3 | 5 | 21 | 26 | −5  | 15 |                            |
| 5.    | Odd             | 14 | 5  | 3 | 6 | 25 | 25 | 0   | 13 |                            |
| 6.    | Strømmen        | 14 | 5  | 3 | 6 | 23 | 27 | −4  | 13 |                            |
| 7.    | Raufoss (K)     | 14 | 2  | 4 | 8 | 20 | 36 | −16 | 8  | Kiesett a Lansdelsserienbe |
| 8.    | Brage (F, K)    | 14 | 1  | 4 | 9 | 14 | 30 | −16 | 6  | Kiesett a Lansdelsserienbe |

## Meccstáblázatok

### A csoport
| Hazai \ Vendég | SKB | GRE | LAR | LIL | SBK | STA | VIF | VIK |
| -------------- | --- | --- | --- | --- | --- | --- | --- | --- |
| Brann          | —   | 0–3 | 4–1 | 1–2 | 0–1 | 2–1 | 0–1 | 1–1 |
| Greåker        | 0–1 | —   | 3–2 | 1–1 | 2–1 | 5–0 | 0–2 | 1–3 |
| Larvik Turn    | 3–0 | 1–1 | —   | 3–0 | 2–1 | 5–1 | 4–0 | 1–3 |
| Lillestrøm     | 5–3 | 4–2 | 2–5 | —   | 4–1 | 1–1 | 2–1 | 1–0 |
| Sandefjord     | 2–2 | 0–0 | 2–0 | 0–2 | —   | 4–1 | 1–1 | 1–0 |
| Start          | 1–4 | 3–1 | 0–2 | 0–0 | 1–2 | —   | 0–1 | 2–3 |
| Vålerengen     | 7–0 | 1–5 | 2–1 | 3–0 | 3–0 | 3–3 | —   | 2–1 |
| Viking         | 1–1 | 1–1 | 3–2 | 0–4 | 0–0 | 5–1 | 4–0 | —   |

### B csoport
| Hazai \ Vendég | BRA | EIK | FFK | ODD | RAP | RAU | SKD | STR |
| -------------- | --- | --- | --- | --- | --- | --- | --- | --- |
| Brage          | —   | 1–2 | 0–4 | 1–1 | 0–1 | 2–2 | 1–0 | 3–4 |
| Eik            | 2–1 | —   | 0–1 | 5–1 | 1–2 | 4–1 | 4–1 | 4–1 |
| Fredrikstad    | 1–1 | 4–1 | —   | 5–2 | 4–0 | 1–1 | 1–5 | 5–2 |
| Odd            | 3–1 | 0–1 | 1–1 | —   | 5–0 | 3–0 | 1–2 | 2–3 |
| Rapid          | 3–0 | 2–2 | 1–4 | 1–1 | —   | 3–1 | 1–2 | 2–3 |
| Raufoss        | 4–1 | 2–1 | 2–3 | 1–2 | 1–1 | —   | 4–4 | 0–1 |
| Skeid          | 1–0 | 3–1 | 0–4 | 4–2 | 1–2 | 6–1 | —   | 1–1 |
| Strømmen       | 2–2 | 1–2 | 0–3 | 0–1 | 1–2 | 4–0 | 0–0 | —   |

## Döntő
- Fredrikstad 6–2 Lillestrøm

## Bronzmérkőzés
- Eik 4–2 Vålerengen